# Bulbophyllum semiasperum
Bulbophyllum semiasperum är en orkidéart som beskrevs av Johannes Jacobus Smith. Bulbophyllum semiasperum ingår i släktet Bulbophyllum och familjen orkidéer. Inga underarter finns listade i Catalogue of Life.